# Élie Halévy
Élie Halévy (Étretat, 6 settembre 1870 – Sucy-en-Brie, 21 agosto 1937) è stato uno storico e filosofo francese.
A lui si deve un esame approfondito dell'utilitarismo inglese e un'attenta valutazione del liberalismo, del socialismo e del totalitarismo del XX secolo. La sua opera Histoire du peuple anglais au XIXième siècle è stata considerata un importante punto di riferimento per comprendere la storia sociale moderna dell'Inghilterra.

## Storia della famiglia
La famiglia Halévy era molto conosciuta. Il suo capostipite era un cantore bavarese giunto a Parigi alla fine del XVIII secolo. Egli aveva due figli: Jacques Fromental e Léon, che ben presto entrarono a far parte dei circoli musicali e intellettuali di Parigi. Jacques Fromental fu un compositore e professore al Conservatorio. Sua figlia, Genevieve, era amica di Marcel Proust e sposò Georges Bizet. Léon ebbe invece due figli: Lucien Anatole Prévost-Paradal e Ludovic, che furono eletti all'Académie Française. Il primo era un figlio illegittimo che divenne un brillante saggista e un critico del Secondo Impero. Ludovic, invece, era un commediografo. Sua madre lo aveva educato secondo la fede cattolica, ma sposò Louise Breguet, che veniva da una famiglia Protestante di inventori artigiani. I Breguets furono tra i pionieri del telegrafo e dell'aviazione. Ludovic e Louise ebbero due figli: Élie e Daniel, che furono educati secondo la fede Protestante. Daniel fu uno storico, un giornalista e un editore.

## Biografia
Élie Halévy nacque da Ludovic e Louise Breguet. Frequentò il Liceo Condorcet a Parigi e poi l'École Normale Supérieure. Nel 1892, non ancora docente, tenne la sua prima lezione sulla politica inglese all'École des Sciences Politique. Divenne poi insegnante e mantenne la cattedra fino alla morte, gestendo i corsi di Storia inglese e Socialismo europeo. Intanto nel 1893 fondò insieme ad altri la rivista intellettuale Revue de Metaphysique et de Morale per volontà del politico Xavier Léon che nel 1900 incoraggiò anche la nascita di altri organismi culturali quali la Société Française de Philosophie, di cui Halévy fece parte fino alla morte, e il Congrés international de philosophie. Nel 1901 ricevette il Dottorato in Filosofia e iniziò a scrivere, dopo essere stato più volte in Gran Bretagna, la sua grande opera, che lo terrà impegnato per il resto della sua vita. 
Grazie a J. Jaurès, Halévy si orientò verso un socialismo umanitario e verso la ricerca storica, mostrando grande interesse per i fenomeni sociali e religiosi. Negli anni seguenti si dedicò all'insegnamento e allo studio. Morì a Sucy-en-Brie, nell'Île-de-France.

## Halévy e Pareto
Nel 1904 si tenne a Ginevra il secondo Congrés international de philosophie (il primo si era tenuto a Parigi nel 1900). Halévy vi partecipò sia in veste di relatore che di ascoltatore. Seguì con particolare interesse l'intervento di Vilfredo Pareto sulle definizioni di individuale e sociale, il cui significato a quei tempi non era molto chiaro e perciò molto spesso costituiva fonte di accese discussioni, così come avvenne a Ginevra tra Halévy e lo stesso Pareto. Secondo Halévy, infatti, la concezione dell'individuo come un essere egoista ed isolato, proposta da Pareto, era inaccettabile. Inoltre Halévy, rifacendosi al pensiero metafisico tedesco del XIX secolo, concepiva la società come un qualcosa che andava oltre gli interessi e i bisogni individuali. Dopo alcuni mesi dalla fine del Congresso Pareto pubblicò, sulla Revue de Metaphisyque e de Morale, un articolo in cui ribadiva le stesse idee espresse a Ginevra. Halévy fu subito pronto a rispondere attraverso un altro articolo in cui affermava che Pareto voleva ridurre la collettività a pura individualità e la società a una semplice costruzione artificiale.

## Halévy e l'Inghilterra
Nel 1892 Halévy compì il suo primo viaggio in Inghilterra, che fu determinante per il suo percorso formativo ed intellettuale, ma non fu l'unico: a questo ne seguirono altri. Tra il 1903 e il 1906 Halévy cominciò i suoi primi studi sull'Inghilterra, mentre comunicava per corrispondenza con il filosofo inglese Bertrand Russell, che durante la guerra boera nel 1900 aveva preso posizioni nazionalistiche ed imperialistiche, influenzando così Halévy a studiare il sistema imperiale inglese. Nel suo studio Halévy individuò, nel periodo in cui Neville Chamberlain era primo ministro, il momento in cui si ebbe un cambiamento della gestione dell'impero inglese. Chamberlain aveva infatti permesso all'interno dell'impero la libera circolazione dei prodotti, protetti da tariffa unica, scoraggiando così le importazioni da altri imperi. L'impero si trasformava quindi, grazie all'espansione economica e territoriale, in un luogo dove le ricchezze erano in mano di pochi che sfruttavano il lavoro degli altri. Tra il 1904 e il 1905, in seguito alla proclamazione delle leggi laiche in Francia, Halévy si interessò anche allo studio del metodismo inglese, a cui dedicò anche due articoli, dal titolo La naissance du methodisme en Angleterre, i quali poi saranno inseriti nel primo volume della sua grande opera Histoire du peuple anglais au XIXième siècle. Secondo Halévy il metodismo nacque per opporsi alla Chiesa protestante, considerata distante dai fedeli e dalle loro esigenze. In realtà, però, era divenuto poi più conservatrice e gerarchizzato della Chiesa protestante stessa.

## I due periodi di Halévy
Vi è una netta differenza tra l'Halévy delle opere giovanili e quello successivo. L'Halévy del primo periodo sostiene il repubblicanesimo, convinto che solo la repubblica possa garantire libertà d'opinione e di stampa; e promuove la nascita della Revue de methaphisyque e de morale, in cui si proclama un razionalismo neo-kantiano capace di unire azione politica e teorie filosofiche. Le sue teorie sono così originali che Bertrand Russell, Talcott Parsons e John Rawls parlano di una Halévy Thesis (Tesi di Halevy). Dopo la fine della Prima Guerra Mondiale, Halévy guarda la realtà con occhi diversi a causa del disfacimento delle società europee, della fragilità delle democrazie parlamentari e della nascita dei nuovi regimi totalitari. L'Halévy di questo secondo periodo è preoccupato, disperato e allo stesso tempo rassegnato.

## Opere
- La théorie platonicienne (1896).

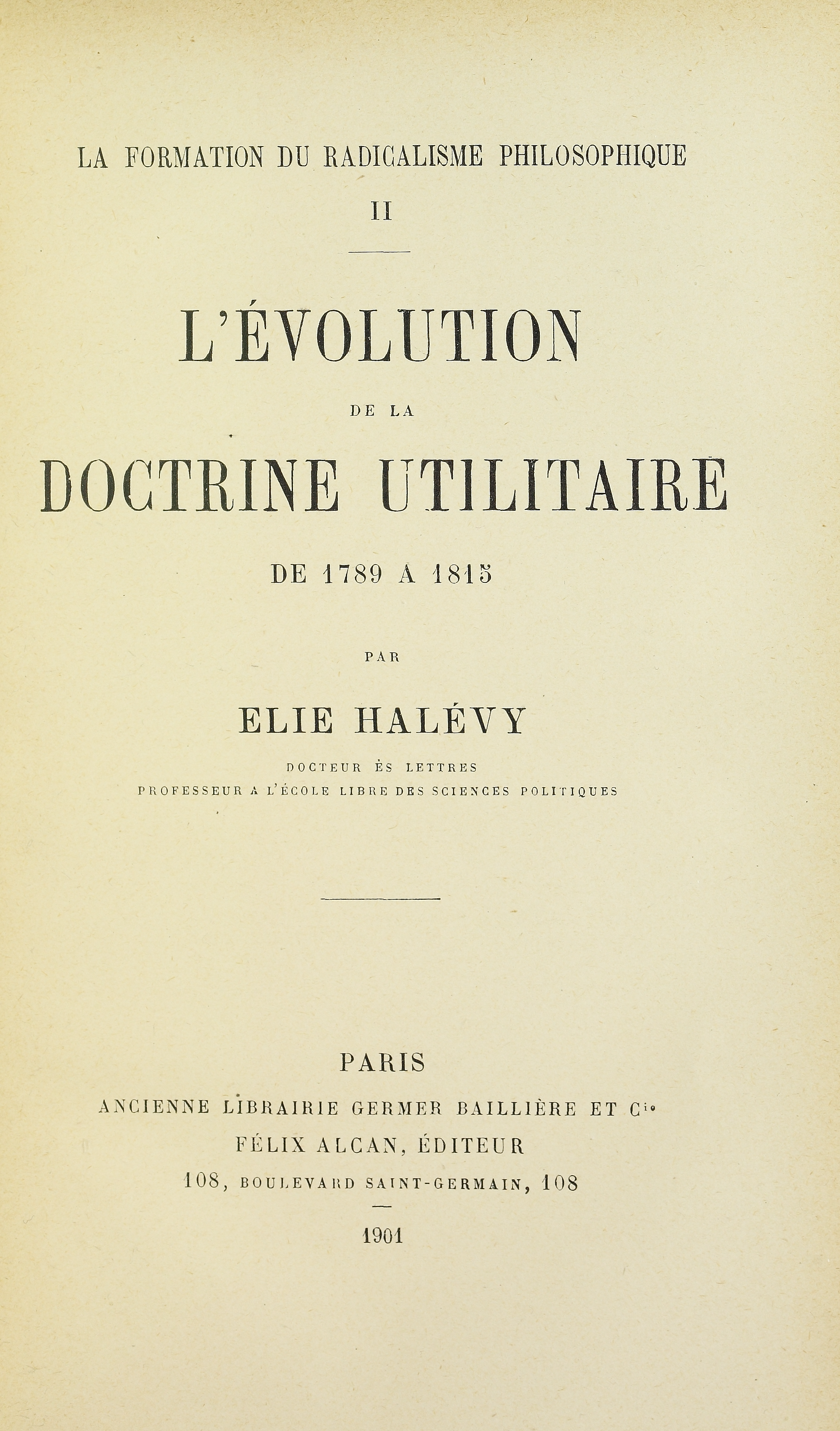
Évolution de la doctrine utilitaire, 1901

- La formation du radicalisme philosophique (1901-1904). È un'opera in tre volumi in cui Halévy analizza lo sviluppo dell'economia e del costituzionalismo dalle loro origini nell'Illuminismo al XIX e XX secolo, soffermandosi sul rapporto tra libertà e progresso economico. Egli individua nell'utilitarismo di Jeremy Bentham, nell'organizzazione del lavoro proposta da Karl Marx e nella dottrina economica di Saint-Simon i momenti e i protagonisti più significativi della cultura del radicalismo filosofico. In particolare Halévy apprezzava di Marx la teoria del valore-lavoro e la filosofia materialistica hegeliana. Marx aveva collocato l'economia al centro della modernità e aveva fissato la categoria di politica economica. Queste erano le principali novità introdotte da Marx nell'analisi economica. Halévy le terrà sempre come punto di riferimento, ma avvicinandosi ad esse con spirito critico. Nell'immaginario di Saint-Simon, invece, vi era una società industriale in cui lo sviluppo dell'economia era pacifico ed armonico ed essa era gestita da “industriels responsables de l'industrie pratique” e da “les savants responsables de l'industrie théorique”. Questo tipo di società presentava dei limiti sia per la governabilità sia per l'"amministrazione gerarchizzata"; ma Halévy apprezzava il perfetto equilibrio tra interessi individuali e bene comune. Queste stesse considerazioni furono affrontate da Halévy in un articolo intitolato Les principes de la distribution des richesses e pubblicato nel 1906 sulla Revue de Metaphysique et de Morale. Qui Halévy chiarì la sua posizione nell'analisi economica: egli si distanziava dalla concezione standard dell'economia, incarnata in Smith e Ricardo, e sosteneva la normalizzazione delle relazioni del mercato. Secondo Halévy i capisaldi dell'associazione erano: discussione continua e sistematica fra tutti i componenti della comunità, dibattiti e confronti per promuovere i cambiamenti necessari ad adattare il presente storico con il progresso economico e politico. Solo in questo modo era possibile attuare quella che Halévy definiva "l'etica dell'uguaglianza", tramite la quale veniva sconfitto l'egoismo individuale, a beneficio della soddisfazione degli interessi della collettività. Il modello politico che veniva in tal modo a delinearsi tendeva ad una democrazia sociale, la cui realizzazione era impedita dall'”incapacité politique des classes ouvrières”. I rimedi individuati da Halévy erano diversi da quelli individuati da Marx: egli individuava nelle istituzioni della società civile la strada per arrivare alla formazione di un'effettiva capacità politica della classe operaia.
- Histoire du peuple anglais au XIXième siècle (1912-1932). L'opera, divisa in sei volumi, è considerata il suo capolavoro. Essa è caratterizzata dallo studio approfondito della storia sociale inglese negli anni dal 1815 al 1852 e quelli dal 1895 al 1914. Nel primo volume, sottotitolato L'Angleterre en 1815, analizza i fenomeni sociali, politici, culturali ed economici che fecero dell'Inghilterra la nazione della libertà e del progresso. Tra questi, a livello politico, individua l'aver permesso al parlamentarismo democratico di divenire forma di governo in grado di assicurare una stabilità feconda e capace di varare riforme politiche di segno progressista. Inoltre individua come ulteriore fattore la crescita economica dovuta alla rivoluzione industriale del secolo precedente, la quale aveva dato vita a una società di tipo industriale, con l'avanzamento di nuove classi sociali: il proletariato urbano e il ceto industriale. Infine aveva giovato a favore della crescita dell'Inghilterra anche l'essere stata immune dalle rivoluzioni del XVIII e XIX secolo grazie alla presenza dell'anticonformismo religioso. Nell’Epilogue à l'histoire, Halévy analizza la storia dell'Inghilterra negli anni precedenti alla Prima Guerra Mondiale. Studia il nazionalismo e il socialismo britannico in contrapposizione alle varietà più conservative e autoritarie diffuse in diverse regioni d'Europa.
- L'Ere des tyrannies: etudes sur le socialism et la guerre (1938). In quest'opera Halévy si focalizza sui cambiamenti dell'organizzazione politica europea negli anni seguenti alla Prima Guerra Mondiale. In questi saggi Halévy evidenzia l'aumento del potere dello Stato e l'entusiasmo nazionalistico a scapito della libertà personale. Nell'opera non compare mai il termine "tirannia", ma gli studiosi sono soliti ritenerla una delle prime esplorazioni del totalitarismo per l'analisi dettagliata dell'ascesa del Fascismo e del Bolscevismo.
- Histoire du socialisme européen (1948).

## Critiche
Il suo capolavoro Histoire du peuple anglais au XIXième siècle è stato oggetto di molte critiche. La tesi di Halévy che da essa si ricava è vista da Myrna Chase come un'alternativa alla storia marxista materialista nel caso dello sviluppo politico, sociale e industriale dell'Inghilterra. Essa ha suscitato notevoli discussioni tra gli storici, molti dei quali hanno trovato delle imperfezioni considerevoli nelle conclusioni di Halévy. Gli studiosi comunque continuano a considerarla come un'opera importante sulla storia inglese. Anche le altre opere di Halévy, tra cui La formation du radicalisme philosophique e L'Ere des tyrannies, sono state lodate come contributi significativi e durativi alla storia intellettuale, economica e sociale della moderna Europa.